# Lautajärvi (Hietaniemi socken, Norrbotten)
Lautajärvi är en sjö i Övertorneå kommun i Norrbotten och ingår i Sangisälvens huvudavrinningsområde. Sjön har en area på 0,0856 kvadratkilometer och ligger 141 meter över havet. Sjön avvattnas av vattendraget Linkkabäcken (Penikkajoki).

## Delavrinningsområde
Lautajärvi ingår i det delavrinningsområde (737285-183825) som SMHI kallar för Ovan 737032-183968. Medelhöjden är 162 meter över havet och ytan är 13,23 kvadratkilometer. Det finns ett avrinningsområde uppströms, och räknas det in blir den ackumulerade arean 13,58 kvadratkilometer. Linkkabäcken (Penikkajoki) som avvattnar avrinningsområdet har biflödesordning 2, vilket innebär att vattnet flödar genom totalt 2 vattendrag innan det når havet efter 56 kilometer. Avrinningsområdet består mestadels av skog (83 procent). Avrinningsområdet har 0,09 kvadratkilometer vattenytor vilket ger det en sjöprocent på 0,7 procent.